# 石橋拓也
石橋 拓也（いしばし たくや、1992年8月19日 - ）は、日本の元ラグビーユニオン選手。

## プロフィール
- 福岡県北九州市出身。
- 現役時代のポジションはフランカー、センター (CTB)。
- 身長 181 cm、体重 92 kg.
- ニックネームはたく。
- 日本代表キャップは4。（2016年5月現在）
- U20日本代表に選ばれたことがある[1]。
- 山田章仁と児玉健太郎は高校・大学の先輩である。

## 略歴
7歳からラグビーを始めた。
2011年、小倉高校を卒業後、慶應義塾大学に入学。なお高校時代、高校日本代表に選ばれた。
2015年、慶應義塾大学環境情報学部を卒業後、NTTコミュニケーションズシャイニングアークスに加入。同年11月14日に行われたジャパンラグビートップリーグ第1節のリコーブラックラムズ戦に先発出場で公式戦初出場を果たす。
2016年4月30日に行われた2016年アジアラグビーチャンピオンシップ第1戦韓国戦で先発出場で日本代表初キャップを獲得した。
2022年7月、NTT再編に伴う新チーム浦安D-Rocks選手スコッドに選ばれた。
2024年、現役を引退した。